# Serjania adusta
Serjania adusta är en kinesträdsväxtart som beskrevs av Ludwig Radlkofer. Serjania adusta ingår i släktet Serjania och familjen kinesträdsväxter. Inga underarter finns listade i Catalogue of Life.